# Благодатов, Алексей Васильевич
Алексей Васильевич Благодатов (1893—1987) — советский военачальник, генерал-лейтенант (1945), участник Первой мировой, Гражданской и Великой Отечественной войн.

## Биография
Родился 18 января 1893 года в Люблине.
С 1910 года после окончания Александровского кадетского корпуса и в 1913 году Константиновского артиллерийского училища служил в Российской императорской армии в составе 8-й артиллерийской бригаде. С 1914 года участник Первой мировой войны в качестве младшего офицера артиллерийской батареи своей бригады, воевал на Западном фронте,  с августе 1914 по октябрь 1918 года попав в плен при окружении находился в плену у противника.
С 1918 года призван в ряды РККА, служил в Главном артиллерийском управлении РККА в должности контролёра учетно-статистического отдела. С 1919 по 1921 год участник Гражданской войны, воевал на Юго-Западном и Восточном фронтах в должностях командира артиллерийского дивизиона и начальника артиллерии 22-й стрелковой дивизии. С 1920 по 1921 год — офицер для поручений при инспекторе артиллерии Юго-Западного фронта, помощник начальника артиллерии Правобережной группы Юго-Западного фронта, начальник артиллерии 40-й стрелковой дивизии, участвовал в боях с частями войск Врангелевской русской армии. С 1921 по 1922 год — начальник штаба 1-й Харьковской стрелковой дивизии и инспектор артиллерии Управления частей особого назначения в Украине и Крыму. 
С 1922 по 1925 год обучался в Военной академии РККА. С 1925 по 1927 год — военный советник в Китае. С 1927 по 1928 год — помощник начальника 3-го отдела второго Управления Штаба РККА, в качестве  начальника штаба и заместителя главного советника Гуанчжоуской группы был участником Северного похода. С 1928 года командир Кронштадтского стрелкового полка. В 1928 по 1929 год обучался на КУВНАС. С 1931 по 1932 год — помощник начальника 1-го отдела штаба Ленинградского военного округа. С 1932 по 1934 год — начальник штаба Карельского укреплённого района. С 1934 по 1936 год проходил обучение на курсах технических наук механического факультета при АН СССР. С 1933 по 1938 год — начальник штаба 33-го стрелкового корпуса в составе Ленинградского военного округа. В 1938 году был арестован органами ГУГБ НКВД СССР, в 1939 году был освобождён из под стражи и восстановлен в кадрах Красной армии. С 1939 по 1943 год на педагогической работе в Высшей военной академии имени К. Е. Ворошилова в качестве старшего преподавателя тактики. 
С сентября 1943 по ноябрь 1944 года — заместитель командующего 57-й армии в составе Степного, 2-го Украинского и 3-го Украинского, участник  Березнеговато-Снигиревской, Одесской и Ясско-Кишиневской стратегических наступательных операциях. С 21 по 30 ноября 1944 года — командир 6-го гвардейского стрелкового корпуса, был руководителем боевых действий корпуса в период Будапештской стратегической наступательной операции. С 1945 года находился в Венгрии в качестве представителя командования 3-го Украинского фронта  при Народной армии Болгарии. С апреля по октябрь 
1945 года — военный комендант Вены. с 1945 по 1949 год вновь на педагогической работе в Высшей военной академии имени К. Е. Ворошилова в качестве старшего преподавателя.
С 1949 года в запасе.
Скончался 18 марта 1987 года в Москве, похоронен в Донском кладбище.

## Высшие воинские звания
- Комбриг (17.02.1936);
- Генерал-майор (27.01.1943);
- Генерал-лейтенант (19.04.1945)[5]

## Награды
- Орден Ленина (21.02.1945)
- три ордена Красного Знамени (19.03.1944, 03.11.1944, 20.06.1949)
- Орден Богдана Хмельницкого I степени (28.04.1945 — «За умелое и мужественное руководство боевыми операциями и за достигнутые в результате этих операций успехи в боях с немецко-фашистскими захватчиками»)[6] и II степени (13.09.1944)
- Орден Суворова II степени (29.06.1945)
- Орден Кутузова II степени (04.11.1944)
- Орден Отечественной войны I степени (6.04.1985)[7][8]